# Чивита Кастелана
Чивита Кастелана (итал. Civita Castellana) је насеље у Италији у округу Витербо, региону Лацио.
Према процени из 2011. у насељу је живело 11745 становника. Насеље се налази на надморској висини од 151 м.

## Становништво
Према резултатима пописа становништва 2011. у општини је живело 15.596 становника.
| 1936. | 1951.  | 1961.  | 1971.  | 1981.  | 1991.  | 2001.  | 2011.  |
| ----- | ------ | ------ | ------ | ------ | ------ | ------ | ------ |
| 8.622 | 11.276 | 12.957 | 14.548 | 15.606 | 15.454 | 15.219 | 15.596 |